# Ericus Laurentij
Ericus Laurentij (Tollstadius), död 1654 i Skeppsås socken, Östergötlands län, var en svensk kyrkoherde i Skeppsås församling.

## Biografi
Ericus Laurentij kallades Tollstadius och blev 1 februari 1626 student vid Uppsala universitet, Uppsala. Han prästvigdes 7 april 1628 till kyrkoherde i Skeppsås församling, Skeppsås pastorat. Laurentij avled 1654 i Skeppsås socken.

### Familj
Laurentij gifte sig med en dotter till kyrkoherden Matthias Erici i Skeppsås socken. De fick tillsammans barnen Elisabeth och Margareta. Efter Laurentijs död gifte hustrun om sig med kyrkoherden Petrus Johannis i Skeppsås socken.